# Talkau
Talkau é um município da Alemanha, distrito de Herzogtum Lauenburg, estado de Schleswig-Holstein. É membro do Amt de Breitenfelde.